# Albtal mit Seitentälern (FFH-Gebiet)
Das FFH-Gebiet Albtal mit Seitentälern ist ein im Jahr 2005 durch das Regierungspräsidium Karlsruhe nach der Richtlinie 92/43/EWG (Fauna-Flora-Habitat-Richtlinie) angemeldetes Schutzgebiet (Schutzgebietskennung DE-7116-341) im deutschen Bundesland Baden-Württemberg. Mit Verordnung des Regierungspräsidiums Karlsruhe zur Festlegung der Gebiete von gemeinschaftlicher Bedeutung vom 12. Oktober 2018 (in Kraft getreten am 11. Januar 2019), wurde das Schutzgebiet ausgewiesen.

## Lage
Das aus zahlreichen Teilgebieten bestehende, rund 2.737 Hektar große FFH-Gebiet gehört zu den Naturräumen 150-Schwarzwald-Randplatten, 151-Grindenschwarzwald und Enzhöhen und 152-Nördlicher Talschwarzwald innerhalb der naturräumlichen Haupteinheit 15-Schwarzwald. Es liegt zwischen Waldbronn und Bad Herrenalb und erstreckt sich über die Markungen von zehn Städten und Gemeinden.
Landkreis Calw:
- Bad Herrenalb: 246,29 ha = 9 %
- Dobel: 82,0966 ha = 3 %

Landkreis Karlsruhe:
- Ettlingen: 164,1933 ha = 6 %
- Karlsbad: 437,8489 ha = 16 %
- Malsch: 191,5589 ha = 7 %
- Marxzell: 1176,719 ha = 43 %
- Waldbronn: 54,7311 ha = 2 %

Landkreis Rastatt:
- Gaggenau: 109,4622 ha = 4 %
- Loffenau: 82,0966 ha = 3 %

Enzkreis:
- Straubenhardt: 191,5589 ha = 7 %

## Beschreibung und Schutzzweck
Bei den tief eingeschnittenen Wiesentälern der Alb und ihrer Zuflüsse (einschließlich der Hochlagen-Wiesen der Albtalplatten) handelt es sich um einen typischen Ausschnitt des Nordschwarzwalds mit Erlen-Eschenwäldern, Borstgrasrasen, feuchte Hochstaudenfluren, Flachland-Mähwiesen, Silikatfelsen und Hainsimsen-Buchenwäldern. Ergänzt um ehemalige Rodungsflächen, kulturhistorisch bedeutende Wässerwiesen im Moosalbtal, alte Mühlen und eindrucksvolle Felsbildungen.

### Lebensraumklassen
(allgemeine Merkmale des Gebiets) (prozentualer Anteil der Gesamtfläche)
Angaben gemäß Standard-Datenbogen aus dem Amtsblatt der Europäischen Union
|                                                |                                                |  |      |      |
| N10 – Feuchtes und mesophiles Grünland         | N10 – Feuchtes und mesophiles Grünland         |  | 40 % | 40 % |
| N15 – Anderes Ackerland                        | N15 – Anderes Ackerland                        |  | 1 %  | 1 %  |
| N16 – Laubwald                                 | N16 – Laubwald                                 |  | 26 % | 26 % |
| N17 – Nadelwald                                | N17 – Nadelwald                                |  | 7 %  | 7 %  |
| N19 – Mischwald                                | N19 – Mischwald                                |  | 24 % | 24 % |
| N21 – Nicht-Waldgebiete mit hölzernen Pflanzen | N21 – Nicht-Waldgebiete mit hölzernen Pflanzen |  | 2 %  | 2 %  |
|                                                |                                                |  |      |      |

### Lebensraumtypen
Gemäß Anlage 1 der Verordnung des Regierungspräsidiums Karlsruhe zur Festlegung der Gebiete von gemeinschaftlicher Bedeutung (FFH-Verordnung) vom 12. Oktober 2018 kommen folgende Lebensraumtypen nach Anhang I der FFH-Richtlinie im Gebiet vor:
| EU Code | Lebensraumtyp (offizielle Bezeichnung)                                                                          | Kurzbezeichnung                              | Hektar |
| ------- | --- | -------------------------------------------- | ------ |
| 3150    | Natürliche eutrophe Seen mit einerVegetation des Magnopotamions oder Hydrocharitions                            | Natürliche nährstoffreiche Seen              | 0,20   |
| 3260    | Flüsse der planaren bis montanen Stufe mit Vegetation des Ranunculion fluitantis und des Callitricho-Batrachion | Fließgewässer mit flutender Wasservegetation | 10,50  |
| 6230    | Artenreiche montane Borstgrasrasen (und submontan auf dem europäischen Festland) auf Silikatböden               | Artenreiche Borstgrasrasen                   | 6,19   |
| 6410    | Pfeifengraswiesen auf kalkreichem Boden, torfigen und tonig-schluffigen Böden (Molinion caeruleae)              | Pfeifengraswiesen                            | 2,17   |
| 6430    | Feuchte Hochstaudenfluren der planaren und montanen bis alpinen Stufe                                           | Feuchte Hochstaudenfluren                    | 1,56   |
| 6510    | Magere Flachland-Mähwiesen (Alopecurus pratensis, Sanguisorbaofficinalis)                                       | Magere Flachland-Mähwiesen                   | 503,67 |
| 8150    | Kieselhaltige Schutthalden der Berglagen Mitteleuropas                                                          | Silikatschutthalden                          | 0,08   |
| 8220    | Silikatfelsen mit Felsspaltenvegetation                                                                         | Silikatfelsen mit Felsspaltenvegetation      | 1,08   |
| 8310    | Nicht touristisch erschlossene Höhlen                                                                           | Höhlen und Balmen                            | 0,01   |
| 9110    | Hainsimsen-Buchenwald (Luzulo-Fagetum)                                                                          | Hainsimsen-Buchenwald                        | 413,20 |
| 9180    | Schlucht- und Hangmischwälder Tilio-Acerion                                                                     | Schlucht- und Hangmischwälder                | 1,10   |
| 9410    | Montane bis alpine bodensaure Fichtenwälder (Vaccinio-Piceetea)                                                 | Bodensaure Nadelwälder                       | 0,60   |
| 91E0    | Auenwälder mit Alnus glutinosa und Fraxinus excelsior (Alno-Padion, Alnion incanae, Salicion albae)             | Auenwälder mit Erle, Esche, Weide            | 15,00  |

### Zusammenhängende Schutzgebiete
Das FFH-Gebiet besteht aus zahlreichen Teilgebieten. Es überschneidet sich nahezu vollständig mit mehreren Landschaftsschutzgebieten und liegt vollständig im Naturpark Schwarzwald Mitte/Nord. Innerhalb des Gebiets liegt das Naturschutzgebiet 2178-Albtal und Seitentäler.